# WWF Deutschland
Der WWF Deutschland ist eine deutsche Stiftung bürgerlichen Rechts mit Sitz in Berlin, die 1963 in Bonn als Verein zur Förderung des World Wildlife Fund gegründet wurde. Sie ist als gemeinnützig anerkannt und ein selbstständiger Teil des World Wide Fund For Nature. Laut Satzung ist es Zweck der Stiftung, Natur- und Umweltschutz, Wissenschaft, Erziehung und Bildung im Natur- und Umweltbereich zu fördern. Der WWF zählt auf diesem Gebiet zu den größten Organisationen in Deutschland.:160 Der WWF Deutschland hat etwa 600.000 finanzielle Förderer.

## Geschichte

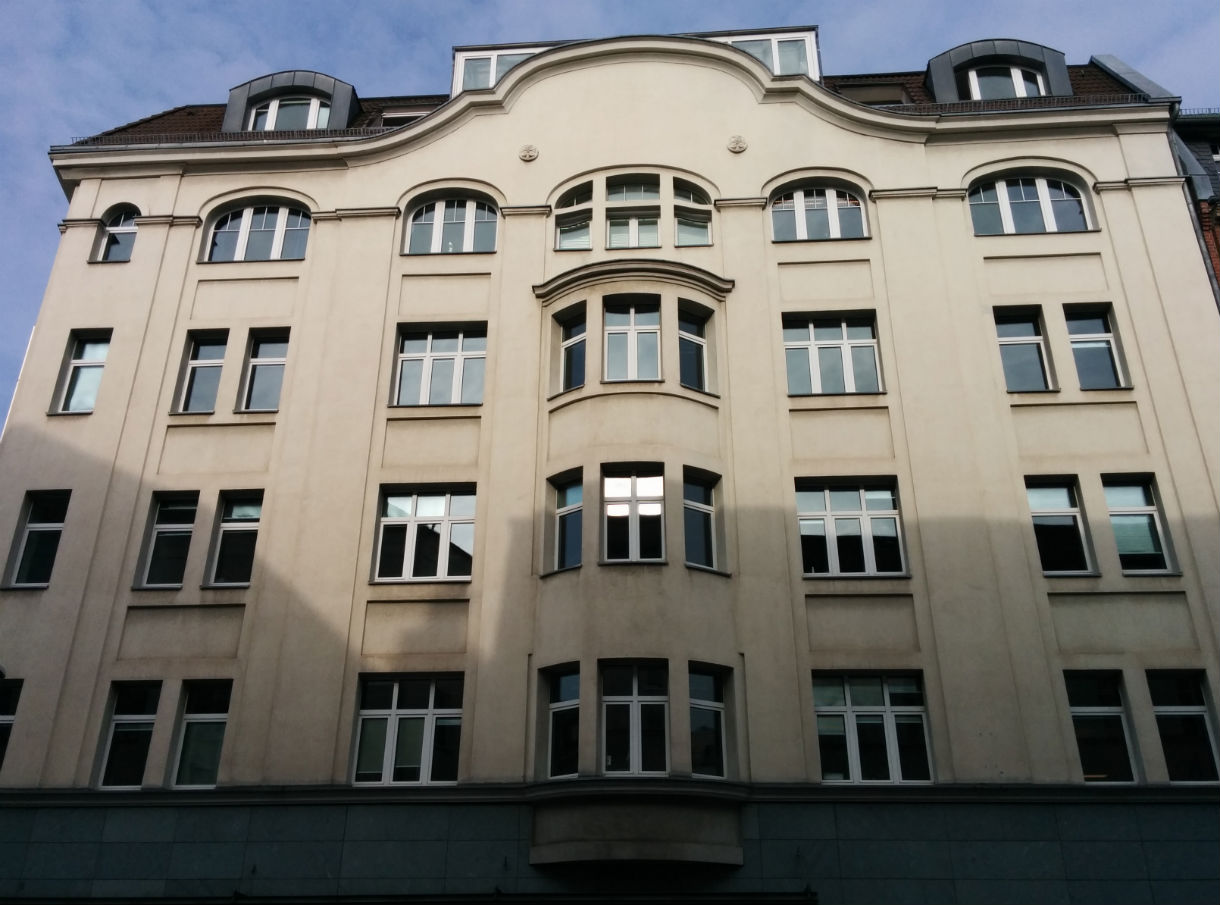
Hauptsitz des WWF Deutschland in Berlin-Mitte (2014).

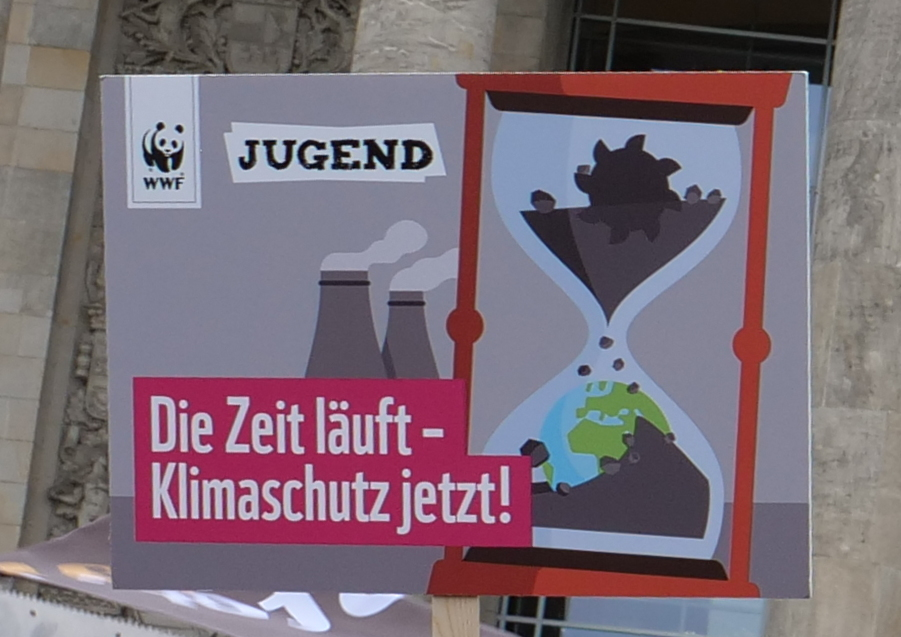
Schulstreik für das Klima (Berlin, 2018).

Der WWF Deutschland war zunächst in der Rechtsform eines Vereins organisiert, dessen Bezeichnung Verein zur Förderung des World Wildlife Fund e. V. lautete.:94 Die Gründungsurkunde wurde 1963 im Haus von Bundestagspräsident Eugen Gerstenmaier unterzeichnet. Neben seiner Person waren Wolfgang E. Burhenne, Klaus Walter Gerling, Bernhard Grzimek, Gerhard Stoltenberg und Philipp Freiherr von Boeselager die ersten Mitglieder.:90 Der Sitz des Vereins befand sich im Haus der Interparlamentarischen Arbeitsgemeinschaft in Bonn. Nach Großbritannien, den Vereinigten Staaten, der Schweiz und den Niederlanden bildete der WWF Deutschland die fünfte nationale Sektion des World Wide Fund For Nature.:271
Im ersten Jahr seines Bestehens nahm der Verein Spenden in Höhe von 85.000 Deutsche Mark ein. Zu seinen ersten Projekten gehörten unter anderem der Schutz vom Aussterben bedrohter Seeadler in Schleswig-Holstein sowie die Unterstützung internationaler Aktivitäten, etwa der Aufbau der Charles-Darwin-Forschungsstation auf den Galapagosinseln.:271 Anfang der 1970er Jahre erwarb der WWF Deutschland erstmals 13 Hektar Land im Dellstedter Birkwildmoor mit der Absicht, diese zu renaturieren. In den folgenden Jahren entwickelte sich daraus die grundsätzliche Strategie, bedrohte Flächen in Deutschland zu kaufen.
Ende der 1960er Jahre änderte sich die Bezeichnung des WWF Deutschland in „Verein zur Förderung des WWF International“.:91 1972 beschlossen seine Mitglieder schließlich, den Verein aufzulösen und in eine Stiftung bürgerlichen Rechts umzuwandeln. Dieser Schritt wurde mit Wirkung zum Jahresanfang 1973 vollzogen, als neuen Namen wählte man „WWF-Deutschland (Stiftung für die Gestaltung und den Schutz der natürlichen Umwelt)“.:273 Der WWF selbst begründete den Schritt damit, dass man dem Vorbild des WWF International folgen wollte. Beobachter vermuteten aber auch steuerliche Vorteile der neuen Rechtsform.:91 Der WWF Deutschland blieb als Stiftung eine gemeinnützige Organisation im Sinne der Abgabenordnung.:105 Erster Vorsitzender des neuen Stiftungsrats wurde Hans-Dietrich Genscher, seine Stellvertreter waren Hermann Josef Abs, Franz Burda und Bernhard Grzimek.:91
1978 verlegte der WWF Deutschland seinen Sitz nach Frankfurt am Main, wo eine Geschäftsstelle mit den ersten beiden hauptamtlichen Mitarbeitern eingerichtet wurde. Mit dem Umzug ging die Entscheidung des Stiftungsrats einher, neben dem Fundraising die eigenen Projekte und Programme in Deutschland zu stärken.:20–21 In den 1980er Jahren erreichte der WWF Deutschland größere Präsenz in den Medien, unter anderem veranstaltete das ZDF 1986 eine Fernsehgala anlässlich des 25-jährigen Bestehens des WWF International.:276 Nach der Wiedervereinigung wurde der WWF Deutschland auch in Ostdeutschland tätig: 1990 eröffnete man in Potsdam die sogenannte Naturschutzstelle Ost. Deren Aufgabe war es, bedeutende Landschaften wie zum Beispiel in Jasmund oder an der Ostseeküste zu bewahren.:279
In den 1990er Jahren verstärkte der WWF Deutschland seine Lobbyarbeit, beispielsweise durch Einrichtung von Referaten für Klimaschutz und Energiepolitik sowie Landwirtschaft und ländliche Entwicklung.:283 1996 fand die internationale Jahrestagung des WWF in Berlin statt, auf der die Kampagne The Living Planet eine zentrale Rolle spielte. Der WWF Deutschland beteiligte sich an der Weltausstellung Expo 2000 mit einem eigenen Stand, der von André Heller und Stefan Szczesny gestaltet wurde. Während andere Organisationen die Expo 2000 ablehnten, stellte die Umweltstiftung dort ihre Global 200-Initiative für den Schutz ökologischer Schlüsselregionen vor. 2002 rief die Stiftung die Zusammenarbeit mit der Krombacher Brauerei ins Leben, die für jeden verkauften Kasten eine Spende zum Schutz des tropischen Regenwalds entrichtet.
Der WWF Deutschland eröffnete 2003 sein Hauptstadtbüro am Hackeschen Markt in Berlin, in das man auch die Naturschutzstelle Ost aus Potsdam integrierte.:288 2008 gab der WWF Deutschland bekannt, seine Zentrale von Frankfurt am Main nach Berlin zu verlegen, um näher an politischen Entscheidern zu sein. In den folgenden Jahren setzte sich die Stiftung unter anderem verstärkt für die Energiewende in Deutschland ein. Zuletzt erreichte die Kooperation des WWF Deutschland mit Edeka größere Bekanntheit, der Einzelhändler wollte ab 2012 die Ökobilanz seiner Eigenmarken und anderer Produkte optimieren.

## Standorte

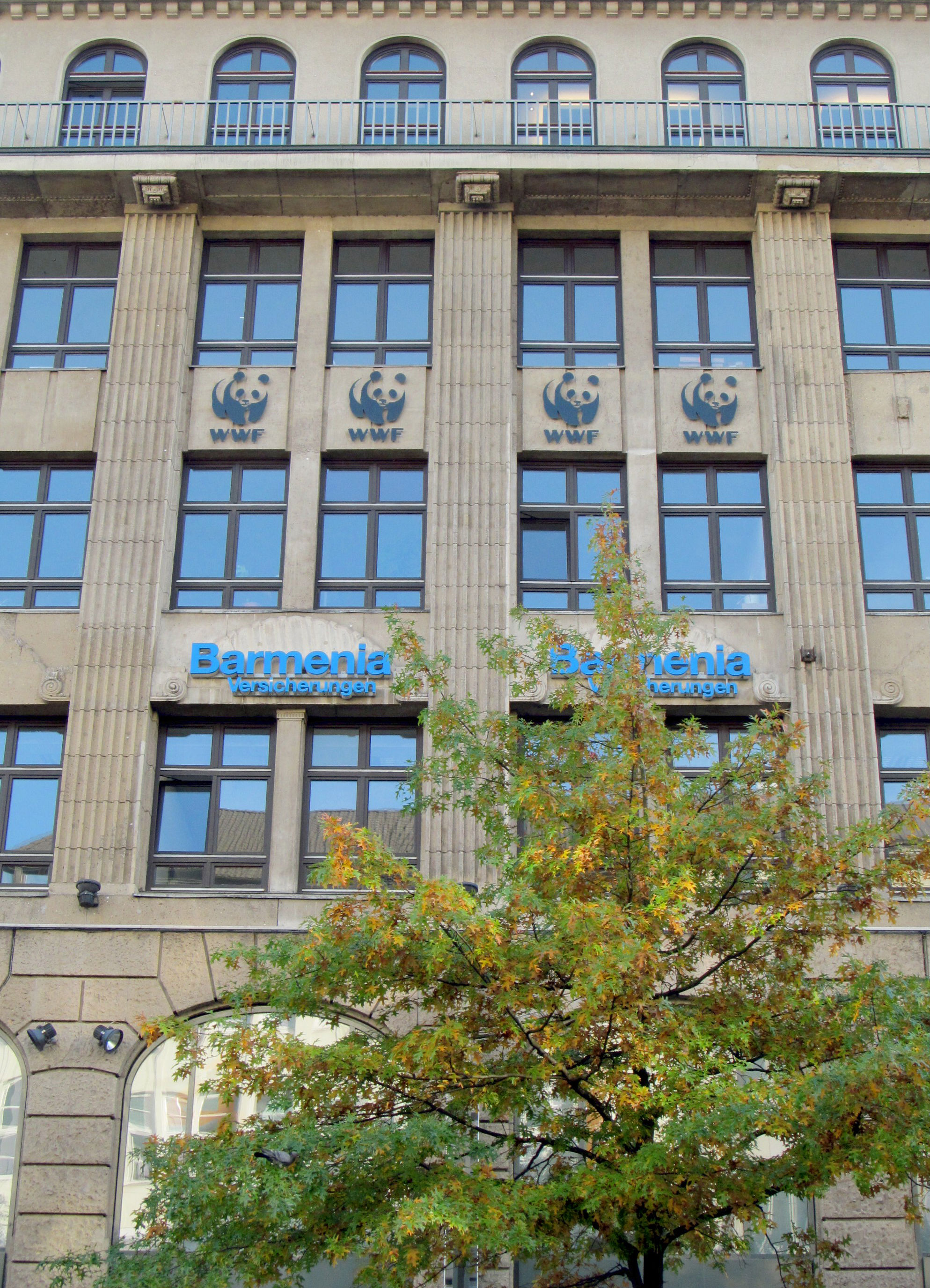
WWF-Zentrum für Meeresschutz in Hamburg (2014)

Neben dem Hauptsitz in Berlin gibt es Büros in Hamburg und Frankfurt am Main, wo sich die erste Geschäftsstelle befand.:20 Dazu kommen diverse Außenstellen und Projektbüros, etwa in Dessau, Erfurt, Husum, Ratzeburg, Stralsund und Weilheim.:75 Besondere Beachtung erhielt zuletzt das Internationale WWF-Zentrum für Meeresschutz, das 2006 in Hamburg eröffnet wurde. Man führte dort unter anderem die entsprechenden Aktivitäten des WWF Deutschland zusammen, die zuvor in Bremen, Husum und Stralsund angesiedelt waren. Gleichzeitig werden im Zentrum die internationalen Maßnahmen des WWF auf dem Gebiet des Meeresschutzes koordiniert, die sich nach eigener Aussage auf den Nordostatlantik inklusive Nordsee, Wattenmeer und Ostsee sowie die Westafrikanische Meeresregionen konzentrieren.

## Finanzen
Den überwiegenden Teil der Einnahmen des WWF Deutschland stellen Spenden und Erbschaften natürlicher Personen dar, zuletzt entfiel darauf rund die Hälfte aller Einnahmen. Im Zeitraum von Juli 2018 bis Juni 2019 erzielte der WWF Deutschland Einnahmen in Höhe von 92,41 Millionen Euro. Davon entfielen 47 % auf private Spenden, 5 % auf Erbschaften, 32 % auf institutionelle Zuwendungen, 14 % auf Kooperationen, 0,4 % auf Erträge aus der Vermögensverwaltung und 2 % auf sonstige Einnahmen. Die Ausgaben beliefen sich auf insgesamt 91,73 Millionen Euro: Für die Projekt-, Kampagnen- und Aufklärungsarbeit wurden 83 % verwendet, für die Fördererbetreuung 11 %. Die Verwaltungskosten machen 5 % der Ausgaben aus.
Seit dem Jahr 2000 ist der WWF Deutschland an der Nationalpark-Zentrum Königsstuhl Sassnitz gemeinnützige GmbH mit 70 % beteiligt, die von 2001 bis 2004 den entsprechenden Gebäudekomplex im Auftrag der Stadt Sassnitz errichtet hat und betreibt. Die Zusammenarbeit mit Unternehmen und die Verwendung der Marken des WWF werden von der Panda Fördergesellschaft mbH aus Frankfurt am Main koordiniert. Dabei handelt es sich um eine hundertprozentige Tochtergesellschaft des WWF International.
Im Juli 2024 wurde bekannt, dass WWF Deutschland finanzielle Schwierigkeiten hat. Bis zu 80 der knapp 500 Angestellten sollen gekündigt werden und zentrale Abteilungen sollen aufgelöst werden. Dies soll 4,5 Millionen Euro pro Jahr einsparen.

## Vorstand
Selvi Naidu (Geschäftsführende Vorständin / Vorstand Finanzen & Operations), Kathrin Samson (stellv. geschäftsführende Vorständin / Vorständin Naturschutz), Meike Rothschädl (Vorständin Kommunikation, Marketing und Fundraising & Transformation Gesellschaft) sowie Heike Vesper (Vorständin Transformation Politik & Wirtschaft).